# جيمس كينيدي (سياسي)
جيمس كينيدي (بالإنجليزية: James Buckham Kennedy)‏ (و. 1844 – 1930 م) هو سياسي، من كندا، كان عضوًا في حزب الأحرار الكندي، توفي عن عمر يناهز 86 عاماً.

## مناصب
تولى منصب عضو مجلس العموم الكندي.